# Centro de Biotecnologia da Amazônia

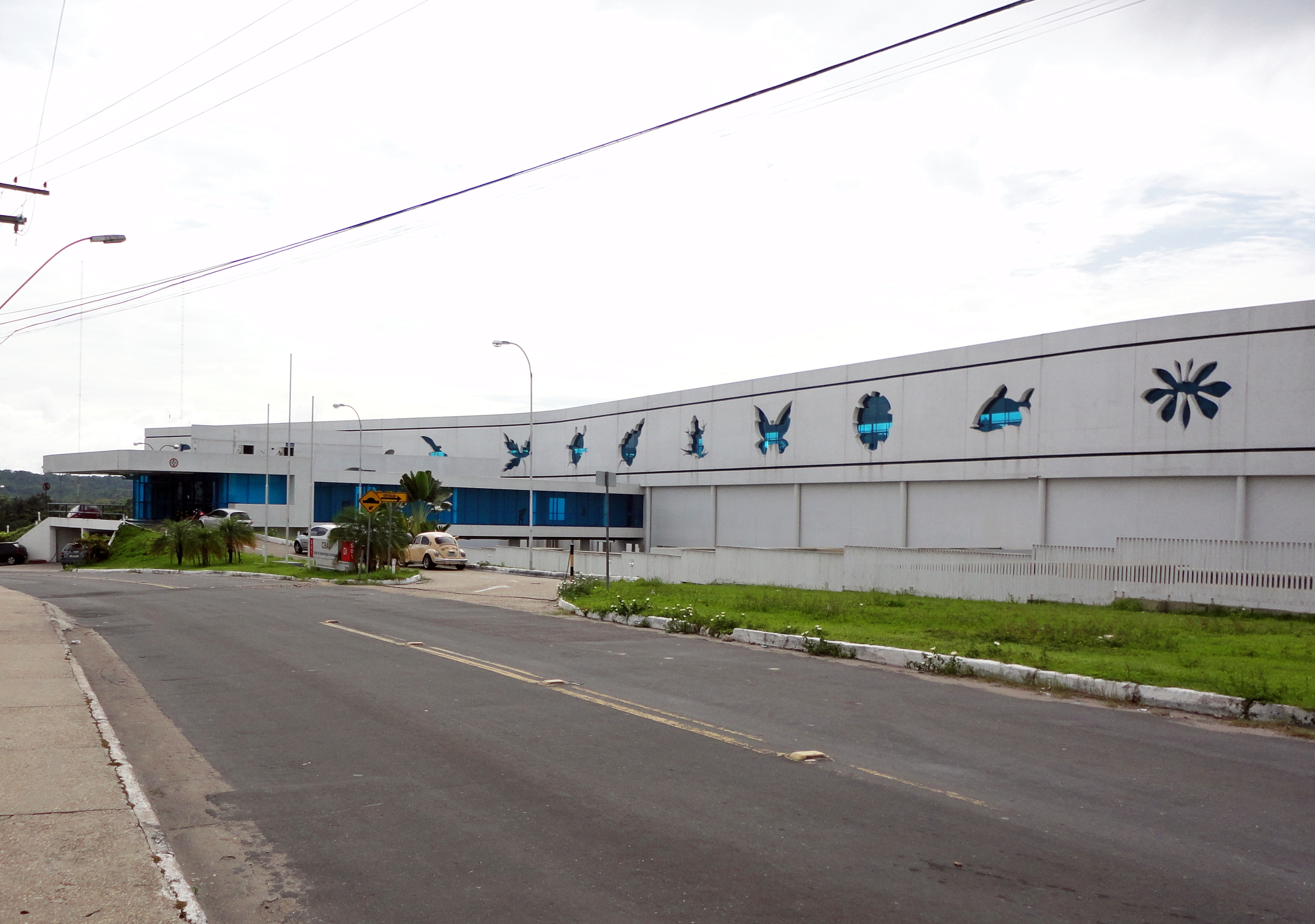
Centro de Biotecnologia da Amazônia.

Centro de Biotecnologia da Amazônia (CBA) foi criado no âmbito do Programa Brasileiro de Ecologia Molecular para o Uso Sustentável da Biodiversidade – PROBEM, inscrito no Primeiro PPA- Plano Plurianual do Governo Federal, o qual foi instituído em 2002 pelo Decreto no. 4.284, sendo seu Conselho representado por três ministérios: Ministério do Desenvolvimento da Indústria e do Comércio Exterior - MDIC, Ministério da Ciência e Tecnologia - MCT (hoje Ministério da Ciência, Tecnologia e Inovação), e Ministério do Meio Ambiente - MMA.